# Ben Hur (1959)
Ben Hur ist ein US-amerikanischer Monumentalfilm von William Wyler aus dem Jahr 1959. Er basiert auf dem gleichnamigen Roman von Lew Wallace. Charlton Heston spielt die Titelrolle des israelitischen Fürsten Judah Ben-Hur, dessen Konflikt mit seinem ehemaligen Freund Messala (Stephen Boyd) tragische Folgen hat. Der Film stellte zahlreiche Produktionsrekorde auf und wurde unter anderem mit elf Oscars ausgezeichnet. Diese Würdigung, die sich Ben Hur noch mit den Filmen Titanic und Der Herr der Ringe: Die Rückkehr des Königs teilt, ist bis heute unübertroffen.
Mit einem Budget von 15 Millionen Dollar (heute etwa 161 Millionen Dollar) zählt Ben Hur – inflationsbereinigt – zu den aufwendigsten Produktionen der Filmgeschichte. Der Film wurde am 18. November 1959 in New York uraufgeführt. Der Monumentalstreifen steht in der Liste der erfolgreichsten Filme in amerikanischen Kinos – inflationsbereinigt – auf Platz 14 hinter Star Wars: Das Imperium schlägt zurück und noch vor Avatar.

## Handlung
Der Film schildert das Leben des fiktiven jüdischen Fürsten und Kaufmanns Judah Ben-Hur, der zu Beginn des 1. Jahrhunderts n. Chr. als Zeitgenosse Jesu Christi in Jerusalem lebt. Der Prolog des Films zeigt die Geburt Jesu.
Im Jahr 26 nach Christi Geburt: Judah Ben-Hurs Jugendfreund, der Tribun Messala, der ihm einst das Leben gerettet hat, wird Befehlshaber in Jerusalem und ist gewillt, jeden Akt einer Rebellion im Keim zu ersticken. Die Wiedersehensfreude ist sowohl bei Judah, seiner Mutter Miriam und seiner Schwester Tirzah als auch bei Messala zunächst groß. Die Jahre der Trennung haben die Freundschaft jedoch schwer erschüttert. Schnell wird klar, dass das Leben der beiden Männer eine entgegengesetzte Wendung genommen hat. Während sich Judah seiner Familie und seiner Heimat verpflichtet fühlt, entwickelte Messala beim Militär ein bedingungsloses Sendungsbewusstsein. Er glaubt daran, ohne Rücksicht auf Verluste die Interessen des Römischen Reiches durchsetzen zu müssen. Schwerste Rechtsbrüche nimmt er dabei in Kauf und meint auch Judah dafür gewinnen zu können. Nach einer großen Freundschaftsgeste Judahs, der dem alten Freund ein wertvolles Araber-Pferd schenkt, verlangt Messala, ihm alle einflussreichen Personen zu nennen, die sich kritisch zu Roms Vorherrschaft in Judäa geäußert hätten. Judah verweigert sich einem solchen Ansinnen. Messala jedoch gibt nicht nach und stellt ihn vor die Wahl: „Entweder bist du für mich oder gegen mich.“ Judah antwortet, ohne zu zögern: „Wenn das die Wahl ist, dann bin ich gegen dich!“ Schwer enttäuscht und im Streit verlässt Messala sofort das Anwesen des Freundes und stößt damit auch Miriam und Tirzah vor den Kopf, die gerade das Gastmahl vorbereiten.
Als Judahs Verwalter Simonides aus Antiochia zum jährlichen Rechenschaftsbericht erscheint, ist auch dessen Tochter Esther dabei, da für sie eine arrangierte Ehe mit einem Kaufmann vorgesehen ist. Judah hat Simonides als Sklaven von seinem Vater geerbt und somit auch dessen Tochter. Judah stellt jedoch klar, dass er von Sklaverei und Leibeigenschaft gar nichts hält und Simonides als Freund des Hauses betrachtet. Für eine Heirat muss sie ihren Herrn um Erlaubnis bitten, und Judah schenkt ihr die Freiheit als Hochzeitsgeschenk. Beide kennen sich allerdings schon seit ihrer Kindheit und hegen Gefühle füreinander.
Judah ist noch ledig, weil er bisher noch keine Frau gefunden hat, die er liebt. In der Nacht vor den noch folgenden, schrecklichen Ereignissen gestehen sich beide ihre Liebe zueinander. Judah nimmt Esther ihren „Sklavenring“ und steckt ihn auf seinen kleinen Finger, gleichzeitig gelobt er, diesen Ring so lange zu tragen, bis er die Frau findet, die er heiraten möchte.
Als der neue Statthalter Valerius Gratus seinen Dienst in Jerusalem antritt, beobachten Judah und Tirzah von der Dachterrasse ihres Hauses aus die Parade zu dessen Ehren. Gerade als Gratus unter ihnen vorbeireitet, lehnt sich Tirzah über die Brüstung, wodurch einige lose Dachziegel hinabfallen und unmittelbar neben Gratus aufschlagen. Das Pferd des Gratus scheut und wirft seinen Reiter ab. Römische Soldaten dringen daraufhin in das Haus der Familie Judah Ben-Hur ein. Wider besseres Wissen beschuldigt Messala seinen Jugendfreund Judah eines Attentats und lässt ihn und seine Familie ins Gefängnis schaffen. Erst danach überprüft Messala die Fakten zu diesem vermeintlichen Attentat auf der Dachterrasse und überzeugt sich davon, dass tatsächlich auch andere Ziegel im Bereich der Unglücksstelle lose sind. Es muss ihm also klar sein, dass er im Unrecht ist, wenn er seine Anklage aufrechterhält.
Noch im Gefängnis schwört Judah, Rache an Messala zu nehmen. Als der Verwalter Simonides von der Verhaftung hört, versucht er, sich für Judah einzusetzen, aber noch während seines Gesprächs mit Messala wird auch er verhaftet. Er wird gefoltert und später als gehunfähiger Körperbehinderter wieder freigelassen. Judah wird ohne Verhandlung für schuldig befunden, verurteilt und von Messala nach Tyros auf die Galeeren geschickt.
Auf dem von römischen Soldaten begleiteten Marsch zu den Galeeren nach Tyros müssen Judah und andere Gefangene eine Wüste durchqueren. Bei einer Rast in Nazareth dürfen alle trinken; nur Judah wird das Wasser verweigert. Ein ihm unbekannter Zimmermann – Jesus – gibt ihm Wasser zu trinken. Der den Sklavenzug führende Offizier will dies zunächst unterbinden, lässt aber davon ab, als er dem Fremden von Angesicht zu Angesicht gegenübersteht.
Nach drei offenbar fürchterlichen Jahren auf den Galeeren begegnet dem an seine Ruderbank geketteten Judah der Flottenkommandeur, der neue Konsul Quintus Arrius. Dieser hat vor nicht langer Zeit seinen Sohn, den Stammhalter seines Geschlechts, verloren. Er verdeckt seine Trauer durch ein betont hartes Auftreten und einen pessimistischen Fatalismus. Arrius ist daher von der unerschütterlichen Lebensenergie und dem Aufbegehren beeindruckt, das er in Ben Hur erkennt. Der Kommandeur lässt Judah, der als Galeerensträfling nur mit „41“, der Nummer seines Ruderplatzes, angesprochen wird, zu sich in die Kabine rufen und bietet ihm an, als Gladiator oder Wagenlenker in der Arena ein neues Leben zu beginnen. Judah, der die seelischen Qualen des Arrius erkennt, lehnt dies ab und wird zurück unter Deck an sein Ruder geschickt. Als die erwartete Seeschlacht mit makedonischen Piraten bevorsteht, lässt Arrius in einem Gnadenakt Judah losketten. In der Schlacht wird die Galeere versenkt. Judah versucht in dieser Situation, so viele Mitgefangene wie möglich zu befreien und rettet auch den ins Wasser gestürzten Kommandeur vor dem Ertrinken. Judah zerrt Arrius auf ein Wrackteil und kettet Arrius daran fest, als dieser versucht, sich selbst zu töten. Selbst als Judah bemerkt, dass es ein römisches Schiff sein wird, das sie retten wird – und sein Sklavendienst daher wohl weitergehen wird –, ergibt er sich diesem Schicksal. Nachdem die beiden Schiffbrüchigen von der Trireme an Bord genommen worden sind, erfährt Arrius, dass die Schlacht für Rom siegreich ausgegangen ist. Dankbar überlässt er seinem Retter Judah den ersten Schluck aus dem ihm gereichten Becher mit Wasser.
Arrius wird mit einem Triumphzug geehrt. Aus der Hand von Kaiser Tiberius erhält er den Feldherrenstab. Auf Befürwortung des Triumphators holt der Kaiser Auskünfte über Judah ein. Indirekt hatte Tiberius schon Zweifel an der Schuld des Verurteilten aufkommen lassen. Daher schenkt er dem Flottenkommandeur den Sklaven Judah. Arrius soll nun selbst über das Schicksal seines Mündels entscheiden. Judah wird bei Arrius ein erfolgreicher und bekannter Wagenlenker im Circus Maximus. Das neue Sportidol lebt sich im Kreis der römischen Elite ein – voll Sorge, Mutter und Schwester nie mehr wiedersehen zu können. Monate später adoptiert Arrius Judah, für den er väterliche Gefühle entwickelt hat. Anlässlich eines glanzvollen Fests verkündet er, dass nun Judah auch Träger seines Namens und Erbe seines Vermögens sei. Vor den anwesenden Gästen übergibt Arrius seinen Siegelring an Judah, der ihn sichtlich gerührt entgegennimmt. Judah gelobt in einer kurzen Ansprache, den Ring ehrenvoll und mit großer Dankbarkeit tragen zu wollen. Arrius und Judah erfahren auf diesem Fest, dass ein Bekannter des Flottenkommandeurs, Pontius Pilatus, der selber einen Rennstall besitzt, zum Statthalter in Judäa ernannt worden ist. Pilatus, der eigentlich nach Alexandria wollte, kann seinem neuen Amt nichts Gutes abgewinnen. Arrius sieht jedoch durch seine Bekanntschaft mit Pilatus eine Möglichkeit, das Unrecht, das Judah widerfahren ist, zu korrigieren. Doch seinen Adoptivsohn treibt die Sorge um, zu spät zu kommen, wenn er jetzt noch länger in Rom bleiben würde. Wehmütig lässt Arrius ihn daher nach Jerusalem aufbrechen.
Auf seiner Heimreise lernt Judah Balthasar aus Alexandria kennen, einen alten Mann, der auf der Suche nach dem Erlöser aus Nazareth ist und dabei sein will, wenn dieser sein Werk beginnt. Er erzählt davon, dass er einst einem Stern nach Betlehem folgte und dort ein neugeborenes Kind sehen konnte, in dem seiner Meinung nach Gott lebe. Balthasars Gastgeber ist der arabische Scheich Ilderim, ein wahrer „Pferdenarr“, der seine Pferde für Wagenrennen ausbildet. Ilderim, der seine Pferde (Lipizzaner) auch seine „Kinder“ nennt, hat ihnen die Namen von Sternen gegeben. Der Scheich ist beeindruckt von Judahs Fähigkeit, mit Pferden umzugehen, und versucht ihn davon zu überzeugen, als Wagenlenker an einem Rennen im Circus von Jerusalem teilzunehmen. Er soll den dortigen Favoriten besiegen, den Tribun Messala (Meister des Ostens). Scheich Ilderim bemerkt sofort, dass Judah mit ihm wohl noch eine Rechnung offen hat. Judah lehnt jedoch zunächst ab. Er ist fest entschlossen, Messala zu töten, und zieht weiter.
Von Esther, die ihn voller Freude in Jerusalem willkommen heißt, erfährt er, dass das Vermögen der Familie Hur eingezogen wurde und Esther sich mit ihrem Vater versteckt hält. Judah – als des Konsuls Adoptivsohn – taucht in einer purpurgesäumten Toga der senatorischen Oberschicht bei einem überraschten Messala auf und fordert zu erfahren, was aus Mutter Miriam und Schwester Tirzah geworden ist. Um seiner Forderung Nachdruck zu verleihen, drückt Judah das Abbild des Siegelringes, welchen er von Quintus Arrius bekommen hatte, in eine Wachstafel und wirft sie auf den Tisch vor Messala mit der Aufforderung, ihn nicht zu enttäuschen. Im Auftrag von Messala sucht man im Gefängnis nach den beiden. Als man sie in ihrem unterirdischen Verlies findet, stellt sich heraus, dass beide an Lepra erkrankt sind, weswegen sie auch sofort aus dem Kerker entfernt werden. Sie wollen ins Tal der Aussätzigen, suchen davor aber noch Esther auf und bitten diese, Judah nichts über ihre Existenz und ihre Krankheit zu verraten, er solle sie so in Erinnerung behalten, wie sie früher waren. Unter Tränen verspricht Esther, Judah über ihre Begegnung nichts zu erzählen.
Als Judah von dem Besuch bei Messala aufgewühlt zurückkehrt, behauptet Esther, seine Mutter und Schwester tot im Kerker gesehen zu haben. Judah will das nicht glauben und gerät daraufhin noch weiter in Wut auf Messala. Jetzt erinnert sich Judah an das Gespräch mit Scheich Ilderim, der ihm sagte, dass es in der Arena keine Regeln gebe und viele Männer bei den Wagenrennen auch den Tod fänden.
Judah tritt mit Ilderims Pferden beim Rennen an, das er als Möglichkeit sieht, an Messala Rache zu nehmen. Messala fährt einen „griechischen“ Wagen, an dessen Radnaben außen messerscharfe Fräsen montiert sind. Damit provoziert er Unfälle und bringt mehrere Gespanne zum Sturz, indem er nahe an die konkurrierenden Wagen heranfährt und mit den Fräsen deren Speichen zerstört. Judah entkommt solchen Angriffen nur knapp. Als sich in der vorletzten Runde bei einer neuerlichen Attacke die Räder beider Wagen ineinander verkeilen, peitscht Messala zunächst Judah. Als dieser ihm im daraufhin sich entwickelnden Gerangel die Peitsche entreißt und gleichzeitig die verkeilten Wagen sich mit einem mächtigen Ruck lösen, stürzt Messala vom Wagen und wird von seinem weiterrasenden Gespann bäuchlings mitgeschleift. Schließlich gerät der Römer unter die Hufe nachfolgender Gespanne und bleibt schwerverletzt liegen. Judah gewinnt das Rennen. Im Sterben liegend, gibt Messala Judah den Hinweis, dass dessen Mutter und Schwester nicht tot sind – er solle sie im Tal der Aussätzigen suchen. Als Judah dort nach ihnen Ausschau hält, trifft er auf Esther, die ihnen gerade Essen bringt. Mit Mühe kann sie Judah davon abhalten, sich bei Miriam und Tirzah zu erkennen zu geben.
Judah ist weiterhin von Rache beseelt; Esther dagegen folgt den Worten des Friedens, die von einem Mann aus Nazareth namens Jesus gepredigt werden, und beschwört Judah, seinen Hass ruhen zu lassen. Als sie wieder im Tal der Aussätzigen ist und Judah überraschend auftaucht, beschließen sie, Miriam und Tirzah zu Jesus zu bringen. In der Stadt erfahren sie jedoch bestürzt, dass diesem der Prozess gemacht wird. Auf dem nun folgenden Kreuzweg erkennt Judah Jesus als den Mann wieder, der ihm einst in Nazareth Wasser zu trinken gegeben hatte. Als Jesus unter seinem Kreuz zu Boden stürzt, will Judah ihm seinerseits Wasser zu trinken geben, wird aber von einem römischen Soldaten weggestoßen.
Judah wird betroffen Zeuge von der Kreuzigung Jesu. Balthasar deutet das Geschehen nicht als Ende, sondern als Anfang. Während Jesu Sterben zieht ein großes Unwetter auf; Miriam und Tirzah werden durch ein göttliches Wunder von ihrer Lepra geheilt. Zu Hause berichtet der sichtlich bewegte Judah Esther von der letzten Bitte Jesu am Kreuz: Vergebung für seine Peiniger, die nicht wüssten, was sie tun. Zudem versichert er wörtlich, dass er spürte, wie die Worte Jesu ihm „das Schwert aus der Hand nahmen“, und er fortan auf Rache verzichten werde. In der „Schlusseinstellung“ trifft Judah seine Mutter und seine Schwester, beide geheilt von der schrecklichen und damals unheilbaren Krankheit Lepra. Mit Tränen in den Augen schließt Judah seine wiedergewonnene Familie in die Arme und beginnt mit ihnen eine neue Zukunft.

## Historische Genauigkeit
Vergleicht man die Darstellung Judäas und des römischen Reiches in Ben Hur mit heutigen wissenschaftlichen Erkenntnissen über diese Zeit, kann man viele historische Fehler feststellen, obwohl der Verleih beim Erscheinen betonte, ein realistisches Bild der Zeit Jesu Christi (ca. 7 v. bis 30 n. Chr.) zu zeichnen. Wie Marcus Junkelmann in seinem Werk Hollywoods Traum von Rom (siehe unter Literatur) darstellt, blieb die Romanvorlage sowie die Produktion des Films bei der Gesamtausstattung und Umsetzung meist weit hinter den schon damals bekannten archäologischen und historischen Tatsachen zurück. Gerade beim Wagenrennen gibt es bei der Darstellung eines antiken Zirkus sowie bei der Kleidung der Wagenlenker Mängel, die bei der ersten monumentalen Verfilmung dieses Stoffes, in Fred Niblos Ben Hur von 1925, vermieden worden waren.
Sergio Leone war während der Dreharbeiten erster Assistent von Wyler. Er berichtet, dass der Regisseur nach Fertigstellung der Kostüme und Kulissen eine wissenschaftliche Beraterin einlud, alles nach authentischen Gesichtspunkten zu überprüfen. Am Ende des Rundganges fragte Wyler sie: „Was soll ich machen, damit das noch echter wird?“ Die Expertin schüttelte den Kopf und meinte: „Man müsste alles verbrennen!“
Neben diesen historischen Ungenauigkeiten, die in der filmischen Umsetzung Wylers gefunden werden können, sind es aber auch die schriftstellerischen Freiheiten des Romans selbst, die fehlende geschichtliche Authentizität offenbaren. Als Beispiel sei die Galeerensequenz erwähnt. In der Antike war die Galeerenstrafe zwar nicht gänzlich unbekannt, römische Kriegsschiffe wurden aber in der Regel von gut ausgebildeten und bezahlten Seesoldaten gerudert. Es erfordert viel Geschick und hartes Training, eine große Galeere gleichmäßig zu rudern, und bei der Professionalität der römischen Armee wollte man nichts dem Zufall überlassen. Ungeübte Ruderbesatzungen aus Sklaven, deren Kraft und Ausdauer durch körperliche Strafen und unzureichende Verpflegung eingeschränkt gewesen wären und die ob der Hoffnungslosigkeit ihrer Situation womöglich gemeutert hätten, wären nicht sinnvoll gewesen.
Eine historische Unmöglichkeit, die ebenfalls auf den Roman von Wallace zurückgeht, ist die Beteiligung von zwei Mitgliedern der römischen Oberschicht an einem öffentlichen Rennen. Als Angehöriger der jüdisch-hellenistischen Oberschicht wäre es Ben Hur zwar möglich gewesen, Rennen zu fahren, doch nicht als Adoptivsohn eines römischen Konsuls, zumal er – laut Roman – unter dessen Augen schon im Circus Maximus gefahren sein soll. Bei dem Rennen gegen Messala kommt dann auch ein reines Phantasieprodukt zum Einsatz, ein „griechischer“ Wagen, dessen rotierende Sägemesser die Speichen des gegnerischen Wagens zerstören sollen. Dabei ist die Breite des Wagens deutlich kleiner als die vier Pferde, die ihn ziehen; die Räder können sich demnach nicht berühren.

## Produktionsgeschichte

Weltpremiere des Films Ben Hur im Loew's State Theatre in New York City am 18. November 1959

Weltpremiere des Films Ben Hur im Loew's State Theatre in New York City am 18. November 1959. V. l. n. r.: Stephen Boyd, Charlton Heston, Haya Harareet, Ramón Novarro, William Wyler

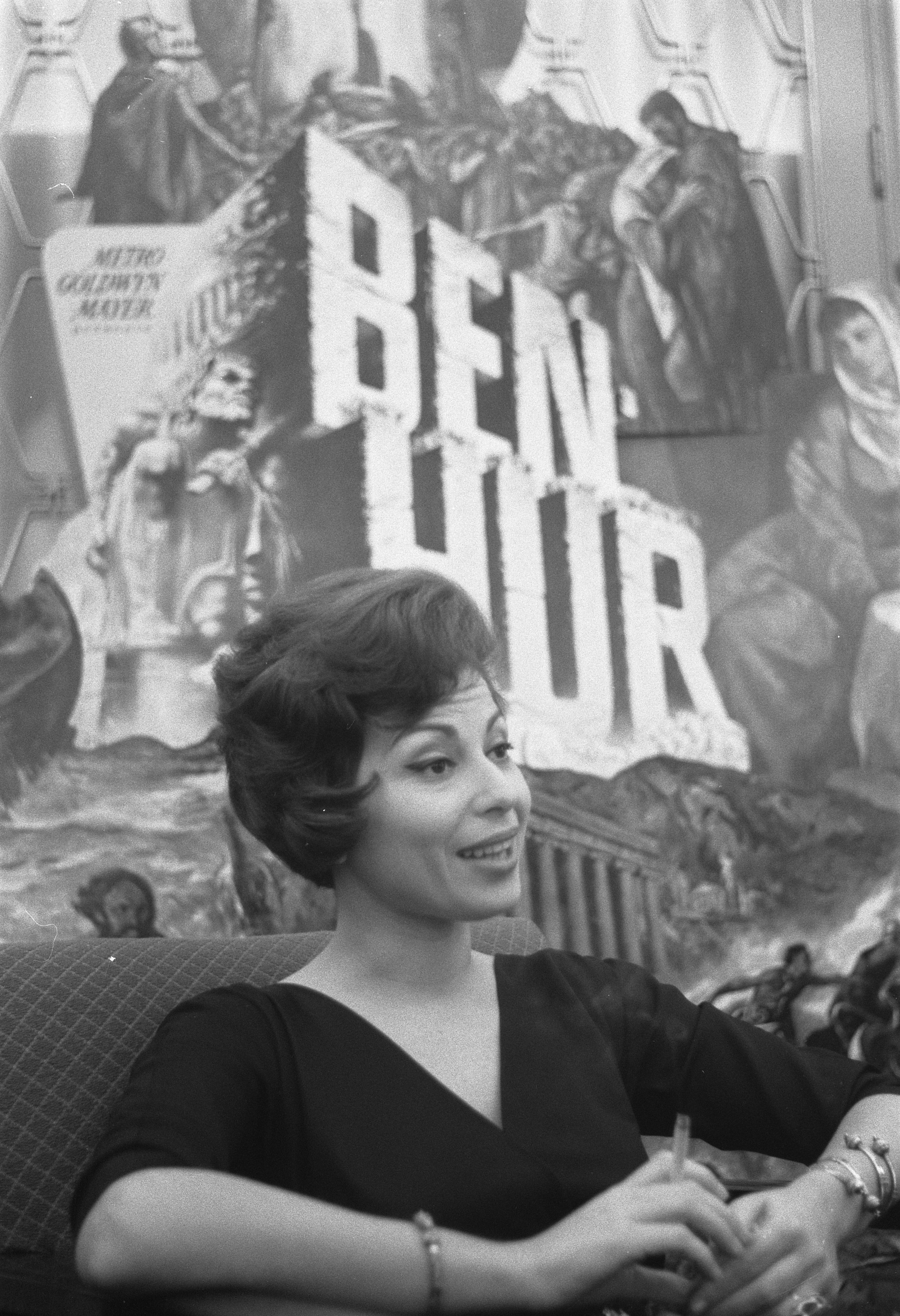
Haya Harareet bewirbt in Amsterdam den Film Ben Hur, im Hintergrund ist das Filmplakat zu erkennen (Oktober 1960)

Im Hollywood der 1950er-Jahre waren Monumentalfilme zunehmend wichtig geworden, da sie in ihrer Opulenz das Kino von dem populärer werdenden Fernsehen abgrenzen konnten. Das monumentale Filmprojekt wurde 1953 in die Wege geleitet und sollte das kurz vor dem Ruin stehende Filmstudio Metro-Goldwyn-Mayer sanieren, was auch gelang. Wyler setzte dazu auf einen massiven Personal- und Materialaufwand für den am Ende 16,2 Millionen Dollar teuren Streifen: Es gab 365 Sprechrollen, dazu waren 50.000 Komparsen, über eine Million Requisiten und 40.000 Tonnen Mittelmeersand nötig. Allein die Vorbereitungszeit betrug fünf Jahre, die Drehzeit zwei Jahre. Gedreht wurde im MGM-Camera-65-Verfahren.

### Vorlage und Drehbuch
Der 1880 erschienene Roman Ben Hur des amerikanischen Generals und Politikers Lew Wallace war bereits einmal von Metro-Goldwyn-Mayer, nämlich unter gleichem Titel im Jahr 1925, verfilmt worden. Damals war Ben Hur der erste große Erfolg der ein Jahr zuvor gegründeten Filmproduktionsgesellschaft gewesen. Bei Erscheinen der Filmfassung von 1959 hielt MGM Fred Niblos stumme Ben-Hur-Verfilmung von 1925 immer noch für konkurrenzfähig. Daher wurde versucht, alle verfügbaren Kopien des alten Streifens aufzufinden und zu zerstören. William Wyler, der Regisseur der Ben Hur-Verfilmung von 1959, hatte an der Verfilmung von 1925 als Regieassistent mitgearbeitet. Inzwischen war Wyler zu einem der bekanntesten Regisseure Hollywoods aufgestiegen und erhielt für Ben Hur die bis dato höchste Gage eines Regisseurs für einen Film – 350.000 US-Dollar im Voraus sowie acht Prozent Gewinnbeteiligung. Wyler bemerkte einmal, wie ironisch es sei, dass der bedeutendste Roman des Christentums von ihm als Jude verfilmt würde.
Als Wyler im Jahr 1957 in die Verfilmung einstieg, befand sich die Produktion bei Metro-Goldwyn-Mayer schon fast fünf Jahre unter der Aufsicht des Produzenten Sam Zimbalist in der Entwicklung. Als die Produktion von Ben Hur schließlich anlief, lastete auf allen Beteiligten großer Druck, denn das traditionsreiche Filmstudio MGM hatte nach einer Gerichtsentscheidung 1952 seine Verbindung mit der Theaterkette Loew’s Inc. auflösen müssen, die bis dahin stets die MGM-Filme vertrieben hatte. Der Macht des bis dahin bestehenden Studiosystems beraubt, geriet MGM in finanzielle Probleme, sodass Ben Hur je nach Erfolg entweder die Rettung oder der Untergang des Studios werden würde.
Der Berufsverband der amerikanischen Drehbuchautoren setzte 1959 durch, dass sein früherer Vorsitzender Karl Tunberg im Vor- und im Abspann des Films als einziger Drehbuchautor genannt wurde, obwohl die endgültige Version überwiegend nicht von Tunberg stammte, sondern von vier weiteren Autoren: Christopher Fry, Gore Vidal, Maxwell Anderson und S. N. Behrman. Tunberg hatte den ersten Entwurf des Drehbuchs abgeliefert, in dem Wyler aber insbesondere die Dialoge und Figurenzeichnungen holprig und die Dramatik zu wenig nuanciert erschien. Daraufhin hatte Wyler die weiteren Drehbuchautoren verpflichtet. Tunberg wurde trotzdem in der Folge auch als Einziger aus dem Team für den Oscar für das beste adaptierte Drehbuch nominiert. Wyler war darüber so wütend, dass er in Hollywood bei den Juroren gegen die Verleihung des Oscars an Tunberg intervenierte. Der Film bekam schließlich elf Oscars bei zwölf Nominierungen, nur in der Sparte Bestes adaptiertes Drehbuch blieb es bei der Nominierung.
Co-Autor Gore Vidal behauptete später im Dokumentarfilm The Celluloid Closet (1995), er habe den Regisseur William Wyler überzeugt, zwischen Messala und Ben Hur eine homosexuelle Komponente einzubauen, um eine Motivation für deren intensives Verhältnis zu schaffen: Messalas Hass auf Ben Hur sei als die Reaktion eines verschmähten Liebhabers zu verstehen. Messala-Darsteller Stephen Boyd habe man eingeweiht, den schon damals als konservativ geltenden Ben-Hur-Darsteller Charlton Heston aber im Dunkeln gelassen. Gleichwohl widerspricht der Regisseur des Films, William Wyler, dieser Behauptung; er könne sich nicht daran erinnern, Boyds Rolle mit Gore Vidal diskutiert zu haben, außerdem habe er Vidals Drehbuchfassung abgelehnt und stattdessen die Fassung von Fry verwendet.
Das Drehbuch enthält in der Trennungssequenz von Messala und Ben Hur eine ganz offensichtliche Anspielung auf die Kommunistenjagd der McCarthy-Ära und den damaligen Zwang zu Denunziation. Messala fordert von Ben Hur die Herausgabe der Namen jener, die sich Rom, das hier mit Washington gleichzusetzen wäre, widersetzen: „Ja, Judah – wie heißen sie? … der Kaiser beobachtet uns (in diesem Augenblick blickt er nach Osten) … der Kaiser beobachtet uns, er sieht, was wir tun, ich brauche ihm nur zu dienen (Blick nach Westen) … Judah, sei vernünftig, Judah, blicke nach Rom.“

### Besetzung
Charlton Heston war für die Titelrolle nicht die erste Wahl. Vor ihm waren Rock Hudson, Burt Lancaster, Paul Newman, Marlon Brando und Cesare Danova erwogen worden. Heston war dagegen ursprünglich für die Rolle des Messala vorgesehen. Lancaster lehnte die Rolle des Judah Ben-Hur ab, da er als Atheist „die aufdringliche Moral der Story“ nicht mochte und das Christentum nicht „promoten“ wollte. William Wyler hatte kurz zuvor mit Heston bei dem Western Weites Land zusammengearbeitet und ihm zunächst die Rolle des Messala nahegelegt, aber Heston bestand darauf, nur für die Rolle des Ben-Hur für die Produktion zur Verfügung zu stehen.
Für die Rolle der Esther war ursprünglich die Schweizer Schauspielerin Liselotte Pulver vorgesehen. Da sie jedoch vertraglich gebunden war, konnte sie das Angebot nicht annehmen. So ging die Rolle schließlich an die bis dahin unbekannte Theaterschauspielerin Haya Harareet, die als einziges Mitglied der Besetzung tatsächlich aus Israel, dem Originalschauplatz der Geschichte, stammte.
Neben Stephen Boyd war auch Leslie Nielsen für die Rolle des Messala im Gespräch. Entsprechende Testaufnahmen wurden auf der DVD veröffentlicht, ebenso Szenen, in denen Cesare Danova den Ben Hur gab. Nielsen bekam die Rolle nicht, weil es ihm nicht gelang, die dafür notwendige finstere Mimik zu zeigen.

### Dreharbeiten
Regisseur Wyler ließ mehr als 40 Drehbuchfassungen erstellen und fuhr am Ende ohne abgenommenes Drehbuch zum Beginn der Dreharbeiten in die Cinecittà-Studios bei Rom. Co-Drehbuchautor Gore Vidal beschrieb, dass Wyler bei der Reise zum Drehbeginn in Rom nervös und fast ängstlich ausgesehen habe, und daher weiter während der Dreharbeiten mit den Autoren am Drehbuch gefeilt habe.
Nachdem im Stummfilm von 1925 viele Pferde bei den Dreharbeiten zur Rennszene umgekommen waren, war man bei der Neuverfilmung peinlich darauf bedacht, dass keine Unfälle geschehen konnten, die Tierschutz und Öffentlichkeit auf den Plan gerufen hätten. Die vier Schimmel vor dem Wagen Ben Hurs waren echte Lipizzaner, importiert aus Lipica im damaligen Jugoslawien. Sechs von neun gestarteten Gespannen erleiden im Wagenrennen einen Totalschaden und dennoch erreichen vier das Ziel.
Ursprünglich waren die Dreharbeiten für die Zeit von Mai bis November 1958 angesetzt, doch die Arbeit zog sich bis in das Jahr 1959 hinein. Produzent Sam Zimbalist – der das Projekt zuvor jahrelang vorangetrieben hatte – starb vor Ende der Dreharbeiten in Rom an einem Herzinfarkt, möglicherweise durch den beruflichen Stress verursacht.
Der Aufwand der Produktion brach mehrere Rekorde. Für die Dreharbeiten wurde eine Replik des antiken Jerusalems auf dem Gelände der Cinecitta aufgebaut, die fast einen Quadratkilometer umfasste. Der Nachbau des Jaffatores war besonders aufwendig und sieben Stockwerke hoch. Das größte Filmset war allerdings die Arena, was zugleich das bis dahin größte errichtete Set eines Hollywood-Films war. Zugleich nutzte MGM die vielen Berichte über die anstrengenden Dreharbeiten für Werbung für den Film, auch die Filmsets wurden zur Drehzeit von vielen Romtouristen besucht.
Der damals noch völlig unbekannte Giuliano Gemma ist in einer Statistenrolle als römischer Wachmann zu sehen. Der spätere Kultregisseur Sergio Leone hatte unter dem Pseudonym Bob Robertson die Führung des zweiten Kamerateams inne.
Am Anfang des Films erscheint das MGM-Markenzeichen Leo der Löwe wie üblich im Bild, brüllt aber nicht wie gewohnt. William Wyler war der Meinung, dass das Brüllen des Löwen vor der dann folgenden Pre-Titel-Sequenz, die Geburt Jesu im Stall von Bethlehem, auf den Zuschauer verstörend wirken könnte, und setzte durch, dass der Löwe schweigt.

## Synchronisation
Die deutsche Synchronfassung entstand beim MGM Synchronisations-Atelier, Berlin. Ottokar Runze schrieb das Dialogbuch und führte Regie.
| Rolle                       | Darsteller      | Synchronsprecher    |
| --------------------------- | --------------- | ------------------- |
| Judah Ben-Hur               | Charlton Heston | Wilhelm Borchert    |
| Esther                      | Haya Harareet   | Heidemarie Theobald |
| Messala                     | Stephen Boyd    | Jürgen Goslar       |
| Quintus Arrius              | Jack Hawkins    | Siegmar Schneider   |
| Miriam                      | Martha Scott    | Ruth Hellberg       |
| Tirzah                      | Cathy O’Donnell | Waltraud Runze      |
| Scheich Ilderim             | Hugh Griffith   | Leonard Steckel     |
| Balthasar                   | Finlay Currie   | Alfred Balthoff     |
| Simonides                   | Sam Jaffe       | Martin Berliner     |
| Pontius Pilatus             | Frank Thring    | Robert Odeman       |
| Sextus                      | André Morell    | Kurt Waitzmann      |
| Drusus                      | Terence Longdon | Lothar Blumhagen    |
| Kaiser Tiberius             | George Relph    | Rudolf Fernau       |
| Josef von Nazareth          | Laurence Payne  | Paul Wagner         |
| Kapitän des Rettungsschiffs | Ferdy Mayne     | Helmut Wildt        |

## Auszeichnungen
Oscars
Ben Hur gewann 1960 in elf Kategorien den Oscar (bei zwölf Nominierungen) und teilt sich mit den Filmen Titanic und Der Herr der Ringe – Die Rückkehr des Königs den Rekord der meisten Oscargewinne. Die beiden Letzteren erhielten allerdings je einen Oscar, der 1960 noch nicht vergeben wurde: Damals wurden weder der beste Tonschnitt noch das beste Make-up prämiert.
Der Film gewann in folgenden Kategorien:
- Bester Film: Sam Zimbalist (posthum)
- Beste Regie: William Wyler
- Bester Hauptdarsteller: Charlton Heston
- Bester Nebendarsteller: Hugh Griffith
- Bester Schnitt: John D. Dunning und Ralph E. Winters
- Beste Kamera: Robert L. Surtees
- Bestes Szenenbild: Edward C. Carfagno, William A. Horning (posthum) und Hugh Hunt
- Bestes Kostümdesign: Elizabeth Haffenden
- Beste Filmmusik: Miklós Rózsa
- Bester Ton: Franklin Milton, MGM Studio Sound Department
- Beste visuelle Effekte: A. Arnold Gillespie, Robert MacDonald und Milo Lory

In der Kategorie Bestes adaptiertes Drehbuch (Karl Tunberg) war er nominiert.
Golden Globe Award
Ben-Hur erhielt 1960 fünf Golden-Globe-Nominierungen. Er gewann in den Kategorien Bester Film (Drama), Bester Nebendarsteller (Stephen Boyd), Bester Regisseur und der Second Unit Regisseur Andrew Marton erhielt für seine Inszenierung des Wagenrennens einen Spezialpreis. Charlton Heston war für die beste Hauptrolle nominiert, erhielt den Preis allerdings nicht.
Außerdem gewann der Film:
- British Film Academy Award für den besten Film
- David di Donatello für die beste Produktion
- Beim Laurel Award gewann der Film den Special Award. Außerdem wurde Heston mit dem zweiten Platz in der Kategorie „Bester Schauspieler“ in einem Drama ausgezeichnet. Der dritte Platz in dieser Kategorie ging an Stephen Boyd. Weiterhin ging der dritte Platz in der Kategorie „Bester Nebendarsteller“ an Hugh Griffith.
- Beim begehrten National Board of Review gewannen Andrew Marton und Yakima Canutt einen Preis für die außergewöhnlich gute Wagenrennenszene. Außerdem erhielt Hugh Griffith den Preis als Bester Nebendarsteller.
- Auch bei den NYFCC Awards gewann er in der Kategorie Bester Film.
- Viele weitere Preise und Nominierungen

Spätere Auszeichnungen
- 1995 wurde Ben Hur in die Filmliste des Vatikans aufgenommen, die insgesamt 45 Filme umfasst, die aus Sicht des Heiligen Stuhls besonders empfehlenswert sind.
- 2004 wurde der Film ins National Film Registry aufgenommen.
- In der vom American Film Institute zusammengestellten Liste der besten Filme aller Zeiten erreichte der 1998 Platz 73 und im Jahr 2007 bekleidet er Platz 100.
- In der Liste der am meisten inspirierenden Filme aller Zeiten rangiert der Film auf Rang 56.
- Die Filmmusik von Miklós Rózsa wurde auf Platz 21 in der Liste der 25 größten Filmmusiken aus 100 Jahren gewählt.
- In der neuesten Liste des American Film Institutes aus dem Jahr 2008 wurde der Film auf Platz 2 in der Kategorie die besten 10 Leinwandepen aller Zeiten gewählt.

## Kritiken
„In die Atmosphäre eines technisch entfesselten Spektakulums, das an Superlativen alles bisher Gedrehte zurücklässt […], lassen sich die Geheimnisse des Glaubens und der Herzensbindung nicht hineintragen, auch wenn formales Bemühen und bewundernswerte Fertigkeit am Werk sind […] So wird, was sich im Erfolgsroman des amerikanischen Autors Lew Wallace noch als religiöse Gefühlsbewegung bescheidet, im Bestseller-Filmvorhaben zum überdimensionalen Effekt gesteigert: Religiöse Stimmung (Bethlehem), Schock-Realismus (Kreuzweg und Golgatha) und Wunderzauberei (Aussatzheilung) veräußerlichen die religiösen Motive der Handlung und spielen sie in eine dekorative religiöse Leere […] Charlton Heston stattet dieses Freiheitsdrama einer unterdrückten Minderheit gegen Machtgier, rassische und religiöse Vorurteile mit Spannung und Sympathie aus. Daß er als Sieger der Besiegte eines Mächtigeren wird, der sein Herz zum Verzeihen bekehrt, vollzieht sich freilich nur im Außenfeld seines Ringens; den Widerschein der Wahrheit fängt der Film nicht ein.“

„Am schlimmsten ist freilich, dass das eigentliche Religiöse, sei es christlich, sei es jüdisch, in pastoralen Phrasen steckenbleibt.“

„[…] dreieinhalbstündige[n] Neuverfilmung, die an kolossalem Aufwand alles bis dahin Gedrehte übertraf. […] Bewunderter Höhepunkt (wie schon des Stummfilms): das Quadrigarennen im Zirkus. […]“

„Ein blutgetränktes Epos aus dem Heiligen Land mit Seeschlachten, Massenszenen und dem berühmtesten Wagenrennen der Filmgeschichte.“

## Weitere Filmversionen
Der Stoff hatte bereits zweimal zuvor den Weg auf Zelluloid gefunden, einmal im Jahr 1907 unter der Regie von Sidney Olcott, das andere Mal im Jahr 1925 unter der Regie von Fred Niblo. William Wyler wirkte in der Verfilmung von 1925 bereits als Regieassistent mit. Im Jahr 2003 entstand eine Zeichentrickversion des Stoffes. 2010 wurde eine 240-minütige Mini-Serie mit Joseph Morgan in der Hauptrolle gedreht. 2016 wurde eine weitere Verfilmung veröffentlicht.